# Château de Sainte-Cécile d'Avès
Le château de Sainte-Cécile d'Avès est un château situé au hameau éponyme, à Gaillac, dans le Tarn (France). De style baroque, c'est un ancien domaine viticole du gaillacois.

## Historique

### Origine
Le hameau de Sainte-Cécile d'Avès se construit tout d'abord autour de l'église Sainte-Cécile d'Avès. Les habitants vivent alors de culture maraichère, et sont réputés pour leurs plantations de fraises.

### Le château
Le château en lui-même n'est édifiée qu'au XVIIe siècle. C'est tout d'abord un simple logis, agrandi au cours du siècle suivant. Sur le cadastre de 1828, on observe désormais la présence de batiments agricoles répartis autour de l'édifice. L'un d'eux, établi de l'autre côté du chemin, devait avoir vocation vinicole et s'accompagnait d'un pigeonnier. De plus, au sud des bâtiments, on trouvait de larges champs de vignes dépendants du domaine. En 1830, un certain Jean-Joseph Baljalade est cité comme propriétaire.
Riche du succès de son vin, Auguste Baljalade fait prospérer son domaine et en 1880, trois grands nouveaux bâtiments vinicole sont achevés autour de la cour d'honneur du château. Il fait aussi don d'un terrain voisin afin de servir de lieu de reconstruction pour l'église Sainte-Cécile. Son fils, Jean-Joseph Baljalade, après avoir continué les activités familiales, vend l'édifice à la famille Ordioni, venue de Toulouse, vers le milieu du XXe siècle. Les nouveaux venus enrichissent l'édifice d'une terrasse à l'avant des façades,.
Le château appartient aujourd'hui à la famille Avery, qui après l'avoir rénové en 2007, le loue pour des séjours et des réceptions. Le domaine a perdu sa vocation vinicole.

## Architecture

### Extérieur
Le château de Sainte-Cécile d'Avès est situé au nord de Gaillac, au fond d'une longue allée bordée d'arbres. Il y a en réalité deux châteaux. Le logis ancien, située à l'ouest du vieux chemin, a perdu les bâtiments agricoles qui l'accompagnaient autrefois. Le château actuel, de style baroque, s'est établi de l'autre côté de ce chemin.
Ce dernier mesure 27 m de long sur 13 m de profondeur. Il présente une architecture en C, avec un corps principal flanqué de deux pavillons en saillie. La façade principale, au sud, se segmente en cinq travées ouvertes de baies arrondies, surmontées d'un fronton semi-circulaire avec balcon à balustres. Elle alterne pierre et brique, parfois enduits de chaux claire, présente des pilastres, et s'ouvre sur une fontaine. La façade nord est plus sobre.
Cette façade secondaire s'ouvre sur les bâtiments viticoles, deux chais, orientés sud-nord, encadrant deux pigeonniers,.

### Intérieur
On entre dans le château baroque par un vestibule à mosaïques, avec décor de menuiserie et une verrière s'ouvrant sur les pièces annexes. Cette verrière, ornées de motifs géométriques et floraux porte aussi le lettre B de la famille Baljalade. De part et d'autre, on trouve le salon et la salle à manger, et au nord, les pièces non dédiées à la réception. Les chambres sont à l'étage, auquel on accède par un escalier tournant suspendu. Les soubassements sont occupés par les pièces des domestiques et par un chai.
Dans les pièces de réception, des crêtes de chêne portent les initiales AB, d’Auguste Baljalade.